# Charles de Jacob d'Ougny
Charles Joseph Antoine de Jacob d'Ougny (Brugge, 19 juli 1761 - 20 mei 1822) was burgemeester van de Belgische gemeente Geluveld.

## Familie
Charles de Jacob d'Ougny was een zoon van François de Jacob d'Ougny (overleden in 1770), schepen van het Brugse Vrije en van Marie Lauwereyns (†1793). Hij trouwde in 1785 met zijn nicht Marie-Françoise Lauwereyns (1761-1819), dochter van de Brugse schepen Charles Lauwereyns de Roosendaele de Diepenheede (1724-1789).
Het jonge paar ging in Reims wonen, waar de Jacob gekazerneerd was als officier van de genie in het Franse leger. Hun dochter Caroline werd er op 17 september 1785 geboren. De tweede dochter werd op 12 mei 1787 in Brugge geboren. Zij trouwde met Amable de Serret (1798-1837), oudste zoon van François de Serret en broer van Jules de Serret.

## Levensloop
Na het leger te hebben verlaten kwam de Jacob weer in Brugge wonen. Tijdens de revolutiejaren nam hij de zijde van de Oostenrijkers en werd tijdens hun voorlaatste periode van bewindvoeren in de Zuidelijke Nederlanden, na de Brabantse Omwenteling, op 14 januari 1792 schepen in de vernieuwde Wet van de stad Brugge. In november van dat jaar namen de Franse troepen de stad in. De Jacob was het helemaal niet eens met diegenen die de kant van de Franse revolutie kozen en hij nam ontslag uit de 'Société Littéraire' waar die aanhangers talrijk waren. 
In juni 1794, bij de tweede Franse inval, vluchtte hij met zijn gezin naar Zeeland. Toen hij naar Brugge terugkeerde, werd hij opgesloten en moest hij een flinke borgsom betalen om vrij te komen. Hij hield zich van toen af gedeisd.
Hij kocht een buitenverblijf in Geluveld en bracht er veel tijd door. In 1813 werd hij er tot burgemeester benoemd en bleef dit ambt uitoefenen tot aan zijn dood.